# HIV-mobil
HIV-mobil ist ein hochspezialisierter Hauskrankenpflegedienst für Menschen mit HIV und AIDS in Wien.
Der Verein wurde 1999 – aufgrund einer Initiative des Vernetzungstreffens AIDS-Stammtisch unter Leitung von Burgl Helbich-Poschacher (AIDS-Dienst-Malteser) und Christian Michelides (Selbsthilfeverein Menschen und Aids (Club Plus)) – von Beate Dannoritzer gegründet, die nach wie vor als Geschäftsführerin des Vereins fungiert. Als ärztlicher Leiter fungiert der HIV-Spezialist Wolfgang Steflitsch, die Pflegeaufsicht obliegt Eva Stifter. An der Gründung maßgeblich beteiligt waren auch der Krankenpfleger Günter Geyer und der Sozialarbeiter Thomas Fröhlich. Das Projekt wurde von 1999 bis 2004 alleine durch den Life Ball und danach gemeinsam durch Life Ball und Stadt Wien finanziert. Im Leitbild des Vereins wird als vorrangiges Ziel die ganzheitliche Pflege genannt, getragen vom Respekt den Menschen gegenüber, die betreut werden, „unabhängig von Alter, Religion, Herkunft, sozialer Stellung und sexueller Orientierung ohne moralische Bewertung“. 
Der Verein ist national und international vernetzt, kooperiert mit den beiden Wiener HIV-Stationen Annenheim am OWS und 4-Süd am AKH, mit AIDS-Hilfe Wien, Lighthouse Wien und einer Reihe von betreuenden Wohneinrichtungen. Der Pflegedienst hat die Entwicklung der Leitlinien für die HIV-Hauskrankenpflege entscheidend geprägt und die Forderungen der österreichischen AIDS-Community zur AIDS 2010 in Wien aktiv unterstützt.

## Preise
- 2010: Gesundheitspreis der Stadt Wien